# Seán MacBride
Seán MacBride (Parigi, 26 gennaio 1904 – Dublino, 15 gennaio 1988) è stato un politico irlandese.
Ha fondato e collaborato con molte organizzazioni internazionali tra cui le Nazioni Unite, il Consiglio d'Europa e Amnesty International. Ha ricevuto il Premio Nobel per la pace nel 1974, la Medaglia Americana per la Pace nel 1975, il Premio Lenin per la pace nel 1975-1976 e la Medaglia d'argento dell'UNESCO nel 1980.

## Biografia
MacBride, figlio della celebre patriota e attrice irlandese Maud Gonne, nasce a Parigi nel 1904 dove visse fin quando suo padre, John MacBride, venne giustiziato per aver aderito alla Rivolta di Pasqua del 1916. Tornò quindi in Irlanda dove aderì nel 1919 agli Irish Volunteers all'età di 15 anni. Dopo aver combattuto nella guerra anglo-irlandese, si oppose al trattato del 1921 che istituiva lo Stato Libero d'Irlanda e per questo venne arrestato durante la guerra civile. Verrà incarcerato più volte e a 24 anni era già uno dei leader dell'IRA ma si dimise dall'organizzazione nel 1937 quando entrò in vigore la Bunreacht na hÉireann (la Costituzione dell'Irlanda). Nonostante ciò diede spesso assistenza legale ai prigionieri politici dell'IRA.
Nel 1946 MacBride fonda il Clann na Poblachta, un partito socialista e repubblicano e nell'ottobre 1947 entra in parlamento. Alle elezioni del 1948 il Clann na Poblachta ottiene solo 10 seggi e dunque il partito si allea con il Fine Gael, l'Irish Labour Party e il National Labour per dare vita al primo governo interpartitico sotto la guida di John A. Costello, del Fine Gael. MacBride diventa così ministro degli Esteri. Con questa veste MacBride ricoprì l'incarico di presidente della Commissione dei ministri del Consiglio d'Europa dal 1949 al 1950 e diede forte impulso alla creazione di una Convenzione europea per la salvaguardia dei diritti dell'uomo e delle libertà fondamentali. Fu inoltre tra i principali fautori dell'adesione dell'Irlanda alla NATO.
MacBride si batté in favore dell'External Relations Act e della Dichiarazione della Repubblica d'Irlanda del 1949 con i quali lo Stato Libero d'Irlanda abbandonava il Commonwealth e diventava la Repubblica d'Irlanda. MacBride fu membro fondatore di Amnesty International di cui fu anche presidente internazionale. Fu segretario generale della Commissione internazionale dei giuristi dal 1963 al 1971 e venne eletto presidente dell'Ufficio internazionale per la Pace. È stato inoltre vicepresidente dell'Organizzazione per la Cooperazione Economica Europea (OECE, oggi OCSE). Ha scritto la Costituzione dell'Organizzazione dell'unità africana e la prima Costituzione del Ghana, il primo Paese africano sottoposto al dominio britannico ad ottenere l'indipendenza. Seán MacBride è morto a Dublino il 15 gennaio 1988, 11 giorni prima del suo 84º compleanno ed è stato sepolto al cimitero di Glasnevin – dove riposano altri patrioti irlandesi – assieme alla madre, alla moglie e al figlio.